# Dom Basílio
Dom Basílio este un oraș în statul Bahia (BA) din Brazilia.